# Гизанде (Брага)
Гизанде (порт. Guisande) — район (фрегезия) в Португалии, входит в округ Брага. Является составной частью муниципалитета Брага. Находится в составе крупной городской агломерации Большое Минью. По старому административному делению входил в провинцию Минью. Входит в экономико-статистический субрегион Каваду, который входит в Северный регион. Население составляет 453 человека на 2001 год. Занимает площадь 2,38 км².
Покровителем района считается Архангел Михаил (порт. S. Miguel).